# دنگسکا
دنگسکا (به لهستانی:  Dyniska) یک روستا در لهستان است که در گمینا اولخووک واقع شده‌است. دنگسکا ۲۷۰ نفر جمعیت دارد.